# 우바구치촌
우바구치촌(右左口村)은 일본 야마나시현 히가시야쓰시로군에 설치되었던 촌이다. 현재의 고후시 남부에 해당한다.